# 早瀬ノエル
早瀬 ノエル（はやせ ノエル、2003年〈平成15年〉12月29日 - ）は、日本の女性アイドル、モデル、タレント、 声優。女性アイドルグループ・FRUITS ZIPPERのメンバー。アソビシステム所属。ドイツ・ミュンヘン出身。

## 略歴
ドイツと日本のハーフで、3.5か国語（日本語・ドイツ語・英語・簡単なフランス語）を使いこなす。
インターナショナルスクールに通う傍ら、DTMによる音楽制作を行っていた。
2022年2月22日、アソビシステムの新アイドルプロジェクト・KAWAII LAB.から誕生したアイドルグループ・FRUITS ZIPPERのメンバーとして活動することを発表。メンバーカラーは黄色。
同年4月24日、「FRUITS ZIPPER 櫻井優衣/真中まな/松本かれん 合同生誕祭」（恵比寿CreAto）にてアイドルとしてステージデビュー。
2023年9月13日、シングル「わたしの一番かわいいところ」にてFRUITS ZIPPERのメンバーとしてCDデビュー。

## 人物
憧れの人物としてまふまふを挙げている。

FRUITS ZIPPERのメンバーである松本かれんはインタビューで早瀬を次のように評している。
「ノエルちゃんは、見た目は大人っぽくてクールだけど、喋ると人懐っこくて幼い時もあって、猫みたい！ってよく思います！あと、顔がほんとに綺麗でかわいくて絵みたいなので、かれんは、ホーム画面もロック画面もノエルちゃんの写真にしてます！」—松本かれん、レコログインタビュー
FRUITS ZIPPERの最年少メンバーである（最年長メンバーは仲川瑠夏）。

## エピソード
FRUITS ZIPPERへの参加のきっかけは、とあるYouTuberによるアイドルグループに応募したものの初めてのライブ配信審査で落選、その後知り合いから「アイドル興味あるの？」と誘いを受けて面接したのが現在の事務所。アイドル活動はFRUITS ZIPPERが初めてである。
グループ結成時、最初に加入が決まった3人のメンバーのうちの1人である（早瀬の他に、松本かれん、真中まなの3人）。

## 出演

### テレビ番組
- うぶごえ（2025年3月27日、日本テレビ）[7]

### 吹き替え
- 星つなぎのエリオ（2025年）[8]

## 書籍

### 雑誌
20±SWEET 2024 JANUARY